# Henning von Storch
Henning von Storch (* 23. Mai 1934 in Rostock; † 12. November 2018 ebenda) war ein deutscher Politiker (CDU), Landrat des Hochtaunuskreises und Abgeordneter des Mecklenburg-Vorpommerschen Landtags; er entstammte dem vormals im Landkreis Rostock begüterten Adelsgeschlecht von Storch.

## Ausbildung und Beruf
Henning von Storch entstammte einer briefadeligen Familie mit der Nobilitierung zum Reichsadelsstand zu Wien 1753. Die Vorfahren besaßen über mehrere Generationen Güter in Mecklenburg-Schwerin. Seine Eltern waren Karla von Burgsdorff und Hubertus von Storch. Nach dem Schulbesuch in Kühlungsborn und Bad Doberan (von 1946 bis 1948 war er im Carl-Hunnius-Internat in Wyk auf Föhr) machte Henning von Storch 1955 Abitur und studierte anschließend von 1955 bis 1959 Rechts- und Staatswissenschaften in Kiel und Göttingen. Er war seit dem Studium Mitglied der Burschenschaft Teutonia Kiel. Das Studium schloss er 1964 mit beiden juristischen Staatsexamen und der Promotion zum Dr. jur. ab.
Von 1965 bis 1974 arbeitete Henning von Storch als Mitarbeiter im höheren Dienst der Landesregierung Schleswig-Holstein, zuletzt als Regierungsdirektor. Ab 1966 leistete Henning von Storch seinen Wehrdienst ab. Als Reserveoffizier erreichte er den Dienstgrad Oberstleutnant d. R. Seit 1990 war er mit der Kanzlei „Dr. Henning von Storch Dr. von Storch & Collegen“ in Bad Doberan als Rechtsanwalt ansässig.
Henning von Storch war evangelisch, seit 1961 mit Manuela von Paepcke, Tochter der Bodild von Donner-Lehmkuhlen und des Landwirts Gottfried-Reimar von Paepcke verheiratet. Das Ehepaar hat drei Kinder.

## Politik
Seit 1963 war Henning von Storch Mitglied der CDU und dort in vielfältigen Funktionen engagiert. Seit 2003 war er Kreisvorsitzender der CDU Bad Doberan.
Von 1966 bis 1974 war von Storch Mitglied des Kreistages von Plön.
1974 wurde er zum Bürgermeister der Kreisstadt Bad Segeberg gewählt. Dieses Amt hatte er bis zu seiner Wahl als Landrat des Hochtaunuskreises im Jahr 1979 inne. 1985 schied er als Landrat aus und arbeitete als Anwalt.
Ab 2002 war Henning von Storch Mitglied des Landtages Mecklenburg-Vorpommern und dort finanzpolitischer Sprecher der CDU-Fraktion. Er wurde im Landtagswahlkreis Bad Doberan I direkt gewählt. Er war Mitglied im Landwirtschaftsausschuss sowie dem Rechts- und Europaausschuss. Bei der Landtagswahl in Mecklenburg-Vorpommern 2011 konnte er weder seinen Wahlkreis verteidigen noch über die Landesliste in den Landtag einziehen.
Er war seit 2014 Mitglied des Kreistags im Landkreis Rostock.